# Моравек, Ян
Ян Мо́равек (чеш. Jan Morávek; 1 ноября 1989, Прага, Чехословакия) — чешский футболист, полузащитник клуба «Богемианс 1905». Выступал за сборную Чехии.

## Карьера

### Клубная
В 2006 году подписал свой первый в жизни профессиональный контракт с командой «Богемианс 1905», в школе которой он занимался с шести лет. За клуб дебютировал 8 июня 2007 года матчем с «Оломоуцем». В Гамбринус-лиге дебютировал 12 ноября 2007 года в матче против пражской «Спарты».
В ноябре 2008 года прошёл просмотр в немецком футбольном клубе «Шальке 04». Руководителям клуба он приглянулся, и 24 марта 2009 года с ним был подписан четырёхлетний контракт. Сумма трансфера составила два с половиной миллиона евро. 1 июля Ян официально присоединился к команде.
В Бундеслиге Ян дебютировал 13 сентября 2009 года в матче пятого тура против «Кёльна». А 21 ноября 2009 года состоялся его первый гол. Выйдя на замену в матче 13-го тура против «Ганновера» на 90-й минуте, на 91-й он уже забил мяч, укрепив победный счёт «Шальке» до 2:0.
Летом 2010 года гельзенкирхенцы отдали Моравека в аренду «Кайзерслаутерну».
30 декабря 2011 года немецкий «Аугсбург» арендовал Моравека до конца сезона.
18 мая 2012 года Моравек подписал контракт с «Аугсбургом» сроком на 2 года.

### Международная
Играл в юношеских и молодёжных сборных Чехии до 19, до 20 лет и до 21 года. 3 марта 2010 года дебютировал в основной сборной Чехии, заменив Ярослава Плашила во втором тайме товарищеской игры с национальной командой Шотландии.

## Статистика выступлений за сборную
| Матчи за сборную Чехии | Матчи за сборную Чехии | Матчи за сборную Чехии | Матчи за сборную Чехии | Матчи за сборную Чехии | Матчи за сборную Чехии  | Матчи за сборную Чехии |
| ---------------------- | ---------------------- | ---------------------- | ---------------------- | ---------------------- | ----------------------- | ---------------------- |
| №                      | Дата                   | Оппонент               | Счёт                   | Голы                   | Соревнование            |                        |
| 1                      | 3 марта 2010           | Шотландия              | 0:1                    | -                      | Товарищеский матч       |                        |
| 2                      | 25 мая 2010            | США                    | 4:2                    | -                      | Товарищеский матч       |                        |
| 3                      | 29 марта 2011          | Лихтенштейн            | 2:0                    | -                      | Отборочный матч ЧЕ-2012 |                        |

## Достижения
«Шальке 04»
- Обладатель Суперкубка Германии: 2011